# Prep & Landing: Naughty vs. Nice
Prep & Landing: Naughty vs. Nice (Patrulla de aterrizaje: Traviesos contra buenos en España; Lanny y Wayne, los elfos navideños en: Travieso vs. Bueno en Hispanoamérica) es un especial de televisión animado estadounidense, producido por Walt Disney Animation Studios y dirigido por Kevin Deters y Stevie Wermers-Skelton. Se emitió el 5 de diciembre de 2011 en el canal de televisión ABC. Este especial es el segundo especial navideño de media hora y la cuarta producción de la serie fílmica Prep & Landing, después de Prep & Landing, Tiny's BIG Adventure, y Operation: Secret Santa. Un nuevo especial de media hora, Prep & Landing: The Snowball Protocol, se estrenará en 2025.

## Trama
El comienzo del especial presenta a la Brigada de los Elfos del Carbón, una unidad especial de elfos navideños encargada de entregar trozos de carbón a los niños traviesos. Aunque a algunos les parezca cruel, la brigada añade pequeñas notas de aliento para intentar que los niños vuelvan a la lista de los buenos.
Con la llegada de la Navidad, Wayne y Lanny se apresuran a recuperar tecnología clasificada del Polo Norte que ha caído en manos de un hacker identificado solo como "jinglesmell1337". Desesperado por evitar que la Navidad se convierta en un caos, a Wayne le asignan a su hermano menor, Noel, experto en niños traviesos y miembro de la Brigada de los Elfos del Carbón. Reacio a llevar a Noel con él, Wayne cede, y Noel se une al equipo de Preparación y Aterrizaje en la misión. Durante el viaje, Noel y Wayne recuerdan su infancia, cuando trabajaban juntos mucho mejor que ahora. Al llegar el trío a la casa del hacker, Wayne activa una trampa explosiva, poniendo en peligro a todo el equipo. Noel logra defenderse, Wayne recibe una paliza particular de los diversos mecanismos de la trampa, y Lanny logra entrar en la habitación del hacker, solo para ser capturado.
El hacker se revela entonces como una niña llamada Grace Goodwin. Su misión es salir de la lista de los malos, creyendo que su hermano pequeño, Gabriel, le había tendido una trampa, destruyendo su juguete favorito y arruinando su oportunidad de pedirle uno nuevo a Santa Claus con su llanto. Después de que Lanny sugiera usar la "palabra mágica" para obtener la contraseña del dispositivo que la sacará de la lista, ella hace precisamente eso: usa la palabra "por favor" como contraseña. Al principio, parece haber logrado cambiar su estatus. Mientras tanto, Wayne está particularmente resentido por haber sido "puesto en evidencia" por su hermano menor, lo que provoca una pelea en la calle frente a la casa de Grace. Noel le lanza a Wayne lo que quería regalarle por Navidad: un trineo de juguete que Wayne había querido de niño pero nunca pudo conseguir. Esto impulsa a Wayne a reconciliarse con Noel y a llevar a cabo la misión. Grace, al observar cómo se desarrolla la discusión, aprende una lección importante y un nuevo aprecio por su hermano menor.
Wayne recibe entonces una llamada de Magee, quien le informa que el dispositivo está causando problemas más graves al transferir a todos los niños a la lista de los que se portan mal, y que el Sr. Thistleton no puede acceder al dispositivo para arreglarlo. Wayne les dice que la antena está rota. El Sr. Thistleton le pide que la arregle conectándola a una antena potente para revertir el daño. Grace ayuda a los elfos y se disculpa por haberse portado mal. Noel y Wayne suben a la azotea del edificio y se dan cuenta de que no pueden acercarse a la antena debido a peligros eléctricos, así que trabajan juntos para lanzar la calculadora, restaurando la conexión y revirtiendo el daño, salvando así la Navidad.
A la mañana siguiente, Gabriel le da a Grace su nuevo regalo de Navidad: un juguete de reemplazo del que había destruido un año antes. Mientras tanto, de vuelta en el Polo Norte, Wayne y Noel ganan el título de "Elfos del año" por sus esfuerzos y cooperación.

## Premios
| Premio        | Categoría                                                   | Nominados                            | Resultado | Ref.        |
| ------------- | ----------------------------------------------------------- | ------------------------------------ | --------- | ----------- |
| Premios Annie | Mejor Producción de Televisión Animada para Público General | Walt Disney Animation Studios        | Nominado  | [ 3 ] [ 4 ] |
| Premios Annie | Animación de Personaje en una Producción de Televisión      | Chad Sellers                         | Nominado  | [ 3 ] [ 4 ] |
| Premios Annie | Animación de Personaje en una Producción de Televisión      | Rebecca Wilson Bresee                | Nominada  | [ 3 ] [ 4 ] |
| Premios Annie | Animación de Personaje en una Producción de Televisión      | Tony Smeed                           | Ganador   | [ 3 ] [ 4 ] |
| Premios Annie | Diseño de Personajes en una Producción de Televisión        | Bill Schwab                          | Ganador   | [ 3 ] [ 4 ] |
| Premios Annie | Dirección en una Producción de Televisión                   | Kevin Deters, Stevie Wermers-Skelton | Nominados | [ 3 ] [ 4 ] |
| Premios Annie | Música en una Producción de Televisión                      | Grace Potter, Michael Giacchino      | Ganadores | [ 3 ] [ 4 ] |
| Premios Annie | Storyboard en una Producción de Televisión                  | Barry W. Johnson                     | Nominado  | [ 3 ] [ 4 ] |
| Premios Annie | Storyboard en una Producción de Televisión                  | Brian Kesinger                       | Ganador   | [ 3 ] [ 4 ] |
| Premios Annie | Storyboard en una Producción de Televisión                  | Joe Mateo                            | Nominado  | [ 3 ] [ 4 ] |
| Premios Annie | Guion en una Producción de Televisión                       | Kevin Deters, Stevie Wermers-Skelton | Nominados | [ 3 ] [ 4 ] |